# Champniers, Vienne
Champniers är en kommun i departementet Vienne i regionen Nouvelle-Aquitaine i västra Frankrike. Kommunen ligger i kantonen Civray som tillhör arrondissementet Montmorillon. År 2022 hade Champniers 354 invånare.

## Befolkningsutveckling
Antalet invånare i kommunen Champniers
| Referens: INSEE |